# Kievrus
Kievrus, också kallat Kievriket, var ett medeltida rike i Östeuropa. Det uppstod på 800-talet som ett resultat av att östslaverna och några finsk-ugriska folkstammar under Rurikdynastin förenades till ett rike. Under sin storhetstid sträckte sig riket, med Kiev som huvudstad, från Tamanhalvön i söder, floderna Dnestr och Wisłas övre lopp i väster till Norra Dvinas övre lopp i norr. Mot mitten av 1100-talet råkade riket ut för feodal splittring och sönderföll i ett femtontal separata rusiska furstendömen, styrda av olika grenar av Rurikdynastin. Kiev förlorade makten över de nordliga furstendömena, och som ett resultat av detta identifierades de inte längre som en del av Rus. Även om Rus krympte till den ursprungliga omfattningen av Poljanernas landområden, förblev Kiev och landområdena runt omkring det det rikaste och mest tätbefolkade furstendömena, så de prinsar som härskade i norr kämpade för tronen i Kiev och betraktade Rus som sitt rättmätiga arv ända fram till Mongolernas invasion av Europa (1237–1240) då Kievrus gick under.

## Benämningar
Riket har i litteraturen varit känt under olika namn. Några exempel är Kievriket (ukrainska: Київська Держава/Kyjivska derzjava), Det fornryska riket (ryska: Древнерусское государство/Drevnerusskoje gosudarstvo), Rus (ukrainska: Русь/Rus) och Kievrus (ukrainska: Ки́ївська Русь/Kyjivska Rus; ryska: Киевская Русь/Kievskaja Rus). Idag har de tre sistnämnda störst historiografisk spridning.
Kievrus (ukrainska: Ки́ївська Русь/Kyjivska Rus; ryska: Киевская Русь/Kievskaja Rus) användes första gången 882. Rus (fornslaviska: Рѹ’сь eller Рѹ’сьскаѧ землѧ/Rou'skaja zemlja; grekiska: Ῥωσία/Rōsía; latin: Russia/Ruthenia/Ruscia/Ruzzia) användes för första gången av Konstantin VII Porfyrogennetos i benämningen De administrando imperio (948-952). På fornnordiska användes Garðar, senare Garðaríki.
Termen Kievrus, som uppkom under första hälften av 1800-talet, har med tiden ändrat innebörd. En av de första som använde sig av termen varMichail Maksimovitj, i sitt arbete Varifrån kommer den ryska jorden (ryska: Otkuda idjot russkaja zemlja, 1837). Han använde begreppet i snäv geografisk mening, för att beteckna Kievfurstendömet (Kievskoje knjazjestvo) i relation till Tjervonrus (Tjervonaja Rus), Suzdalrus (Suzdalskaja Rus), Moskvarus Moskovskaja Rus, Novgorodrus (Novgorodskaja Rus) (Ruser) och andra historiska riken. Motsvarande användning av termen hade Sergej Solovjov – Kievrus (Kievskaja Rus), Tjernigovrus (Tjernigovskaja Rus), Rostovrus (Rostovskaja Rus) och Suzdalrus (Suzdalskaja rus) – liksom Nikolaj Kostomarov och Dmitrij Ilovajskij.
Under andra hälften av 1800-talet fick termen en ny, kronologisk betydelse, som startpunkt för den ryska historien – den första ryska staten. I denna tolkning slutade Kievperioden (kievskij period) vanligtvis år 1169, vilket sätts i samband med den förrevolutionära historiografins uppfattning om flytten av Rus huvudstad från Kiev till Vladimir. Termen användes också av Vasilij Kljutjevskij, och han inbegrep hela Södra Rus i Kievrus territorium.  U. S. Platonov, A. E. Presnjakov och andra författare började i början av 1900-talet använda termen i statlig politisk mening, som en benämning på alla östslavers rike.
I den ukrainska nationalistiska historieskrivningen under samma tid var termen Kievrus inte särskilt populär, eftersom den underförstod andra former eller uttryck av Rus (i geografisk eller kronologisk mening). Grundaren av den ukrainska historiska skolan Mychajlo Hrusjevskyj föredrog termerna Kievriket (ryska: Киевское государство Kievskoje gosudarvstvo, ukrainska: Ки́ївська Русь Kyjivska Rus) eller Ruska riket (ryska: Руська держава Ruska derzjava, ukrainska: Давньору́ська держа́ва Davnoruska derzjava).
Det definitiva fastställandet av begreppet Kievrus (i statlig politisk mening) gjordes, när den sovjetiska akademiledamoten Boris Dmitrijevitj Grekov gav ut sina grundläggande arbeten och senare läroböcker Kievskaja Rus ("Kievrus", 1939) och Kultura Kievskoj Rusi ("Kievrus kultur", 1944). Grekov noterade bland annat följande:
| ”              | Jag anser det nödvändigt att än en gång påpeka att jag i mitt arbete om Kievrus inte begränsar mig till den snäva territoriella betydelsen (Ukraina), utan istället den vidare betydelsen Rurikättens rike, som motsvarade Karl den stores rike i Västeuropa och omfattade ett väldigt område där sedermera några självständiga riken bildades. | „ |
| – Grekov, 1939 | |   |

Vid samma tid införde andra sovjetiska historiker (V. V. Mavrodin och A. N. Nasonov) termen fornryska riket (drevnerusskoje gosudarstvo – först skrevs adjektivet med liten bokstav, men snart utvecklades begreppet till ett egennamn). Bland de sovjetiska historikerna användes termen framförallt av V. T. Pasjuto och företrädare för hans skola. Båda benämningarna fungerade parallellt och var ömsesidigt utbytbara. Numera anses termen Kievrus – i den ryska historieskrivningen – föråldrad, och den försvinner gradvis ur bruk i de ryskspråkiga vetenskapliga kretsarna.

## Bildandet av Rus
Det rusiska riket uppstod på "vägen från varjagerna till grekerna", på de östslaviska stammarnas marker, bland ilmenslaverna, krivitjerna, poljanerna och senare drevljanerna, dregovitjerna, polotjanerna, radimitjerna och severjanerna.

### Innan varjagerna tillkallades
De första nedtecknade beskrivningarna om rusernas rike daterar sig från första tredjedelen av 800-talet. År 839 omnämndes sändebud från folket Ros' khaganat, vilka först anlände till Konstantinopel och därifrån till den frankiska kungen Ludvig den frommes hov. Vid den tiden föddes etnonymen Rus. Termen Kievrus uppstår först genom historieforskningen under 1700- och 1800-talet.
År 860 (i Nestorskrönikan felaktigt daterad till 866) genomförde ruserna (русь, rus') sitt första fälttåg mot Konstantinopel. Grekiska historiker förbinder det med kristnandet av Rus, och därefter skulle styresmännen – möjligen under Askold och Dirs ledning – ha antagit kristendomen.

### Ruriks styre

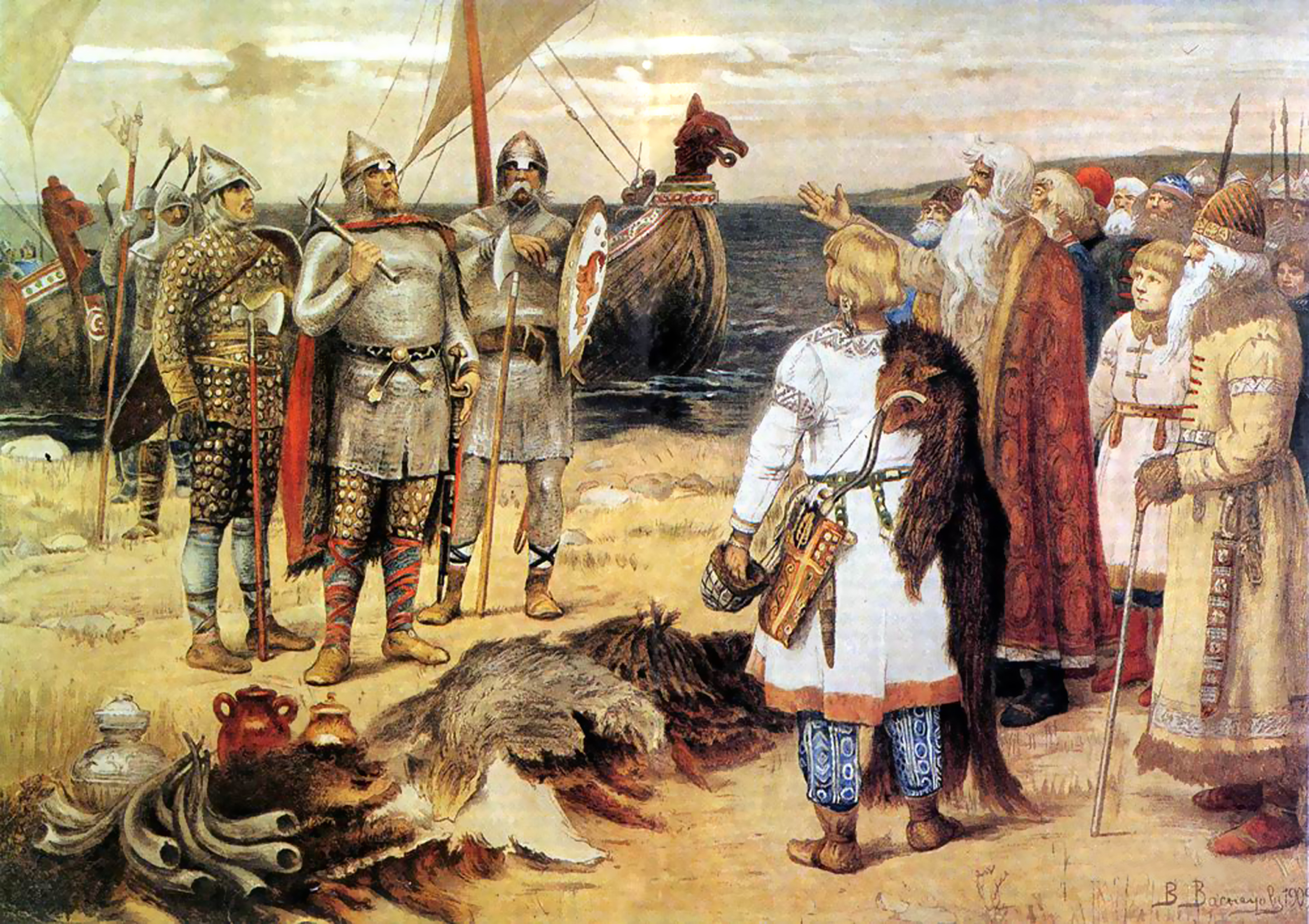
Viktor Vasnetsov: Varjagerna tillkallas.

År 862 kallade – enligt Nestorskrönikan – de slaviska och finsk-ugriska folkstammarna på varjagerna för att de skulle styra landet:
| ”                              | År 6370 (862). De jagade bort varjagerna över havet och gav dem ingen skatt och började själva härska. Men det fanns ingen rätt bland dem och släkt reste sig mot släkt och det blev inbördes kamp emellan dem och de började kriga mot sig själva. Och de sade till varandra: Låt oss söka oss en furste som skall härska över oss och döma rätt. Och de drog över havet till varjagerna, till ruserna. Ty dessa varjager kallades ruser på samma sätt som andra kallas svear, andra åter normanner och angler och ytterligare andra för goter – på samma sätt även dessa. Och tjuderna, slaverna, krivitjerna och vepserna sade till ruserna: Vårt land är stort och rikt, men det finns ingen ordning i det. Kom och var furstar över oss. Och man valde tre bröder med deras släkter och de tog med sig alla ruserna och kom. Den äldste, Rurik, bosatte sig i Novgorod, den andre, Sineus, bosatte sig i Beloozero, och den tredje, Truvor, i Izborsk. Och efter dessa varjager fick det rusiska folket sitt namn: folken i Novgorod är av varjagisk släkt, tidigare var de slaver. | „ |
| – Nestorskrönikan, cirka 1113, | |   |

År 862 (dateringen är ungefärlig, liksom hela krönikans tidiga kronologi) begav sig varjagerna och Ruriks hirdmän Askold och Dir till Konstantinopel, efter att de lagt Kiev under sig och därmed tagit fullständig kontroll över den viktiga handelsvägen från varjagerna till grekerna. Novgorod- och Nikonkrönikorna förbinder inte Askold och Dir med Rurik, men den polske historikern Jan Długoszs krönika och Gustinklostrets krönika kallar dem för furstens ättlingar.

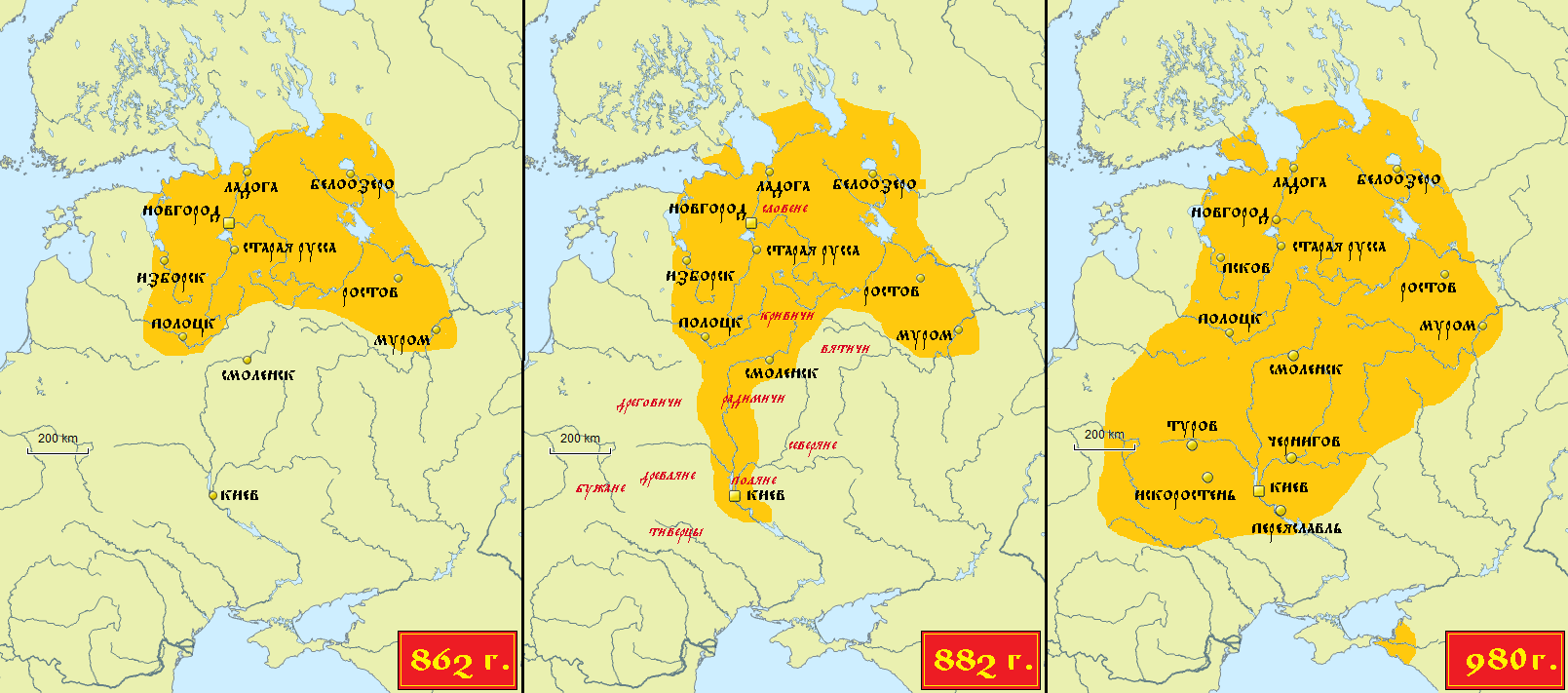
Utvidgningen av Rusiska riket på 800-900-talet under Rurikdynastin.

År 879 dog Rurik i Novgorod, och styret överläts till Oleg – regent för Ruriks minderårige son Igor.

### Teorier om rikets uppkomst
Det finns två grundläggande hypoteser om hur Rus bildades. Enligt den normandiska teorin (vikingateorin), som grundar sig på Nestorskrönikan och ett stort antal västeuropeiska och bysantinska källor, skapades riket av varjagerna – av bröderna Rurik, Sineus och Truvor år 862 eller av Ruriks frände Oleg, som erövrade Kiev 882. Samtidigt kallade några av vikingateorins företrädare, som exempelvis Vasilij Kljutjevskij, Rus för "Askold och Dirs varjagfurstendöme i Kiev" – vilket blev centrum för konsolideringen av de östslaviska folkstammarna och furstendömena till ett enat rike – och inte Ruriks furstendöme i Novgorod, som de kallar lokala och kortvariga varjagfurstendömen.

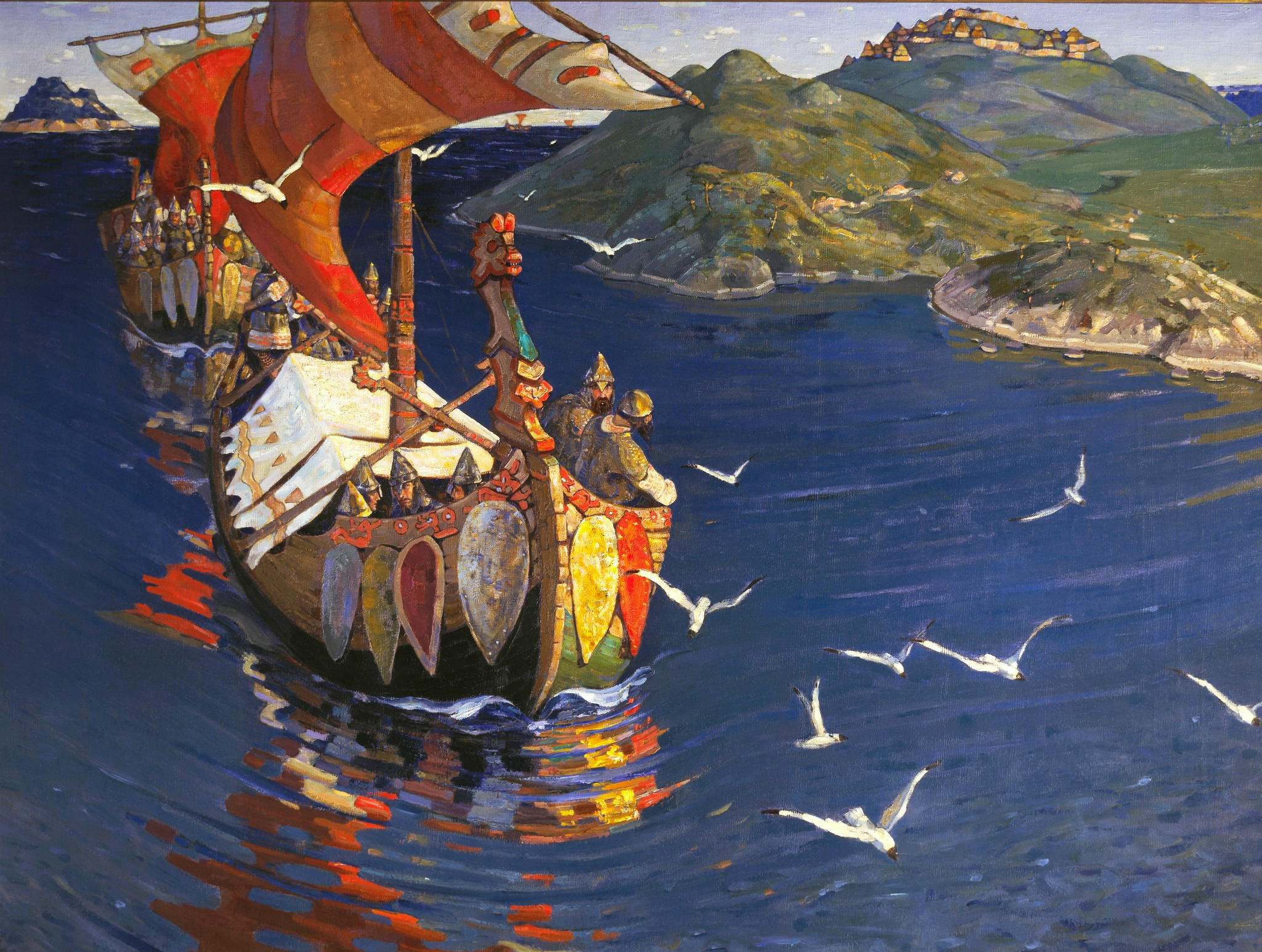
Varjager. Nicholas K. Roerich, 1899.

Den antinormandiska teorin grundar sig å andra sidan på uppfattningen om omöjligheten att införa ett statsskick utifrån och på idén om att ett rike uppstår som ett steg i ett samhälles inre utveckling. Den ryske historiografen Michail Lomonosov anses vara denna teoris upphovsman. Dessutom finns olika åsikter om varjagernas härstamning. Forskare som tillhör normandisterna anser att de är skandinaver (vanligtvis svenskar), medan en del av antinormandisterna – däribland Lomonosov – menar att de kommer från de västslaviska områdena. Det finns även en mellanliggande version om lokaliseringen – i Finland, Preussen eller en annan del av Baltikum. Frågan om varjagernas etniska tillhörighet kan ses separat från frågan om rikets uppkomst.
Idag anses allmänt att den hårda motsättningen mellan ’normandismen’ och ’antinormandismen’ är politiserad. Förutsättningarna för östslavernas ursprungliga rike ifrågasätts inte av vare sig Gerhard Friedrich Müller, August Ludwig von Schlözer eller Nikolaj Karamzin. Dynastins yttre (skandinaviska eller något annat) ursprung kan också jämföras med andra normandiska statsbildningar och är på inget sätt ett bevis för folkens oförmåga att bilda egna riken. Ryska historiker diskuterar än idag huruvida Rurik var en historisk person och verkligen härstammade från varjagerna, liksom om ursprunget för etnonymet som förknippas med honom (och därefter även riket): ruser. Västerländska historiker förespråkar å sin sida i allmänhet den normandiska teorin.

## Historia

### Oleg den vises furstendöme

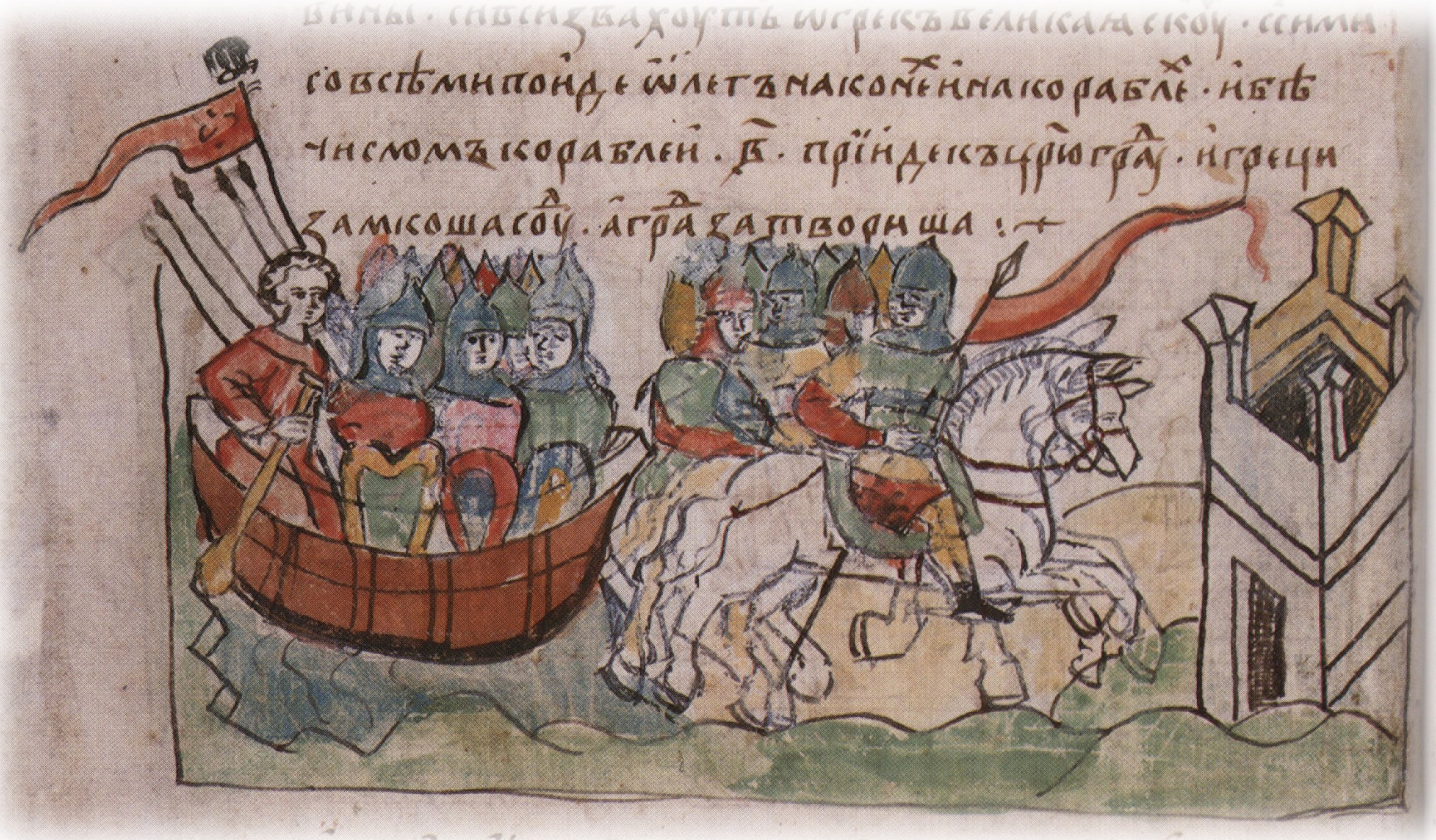
Oleg den vise leder sin här mot Konstantinopels murar år 907. En miniatyr från Radziwiłł-krönikan.

År 882, enligt Nestorskrönikan, begav sig furst Oleg (Oleg den vise), Ruriks frände, på fälttåg från Novgorod söderut, erövrade på vägen Smolensk och Ljobetj och satte sina styresmän där. Sedan erövrade Oleg Kiev med sin här och lejda varjaghird, dödade Askold och Dir – som styrde där – och utropade Kiev till huvudstad för sitt rike.
| ” | Och Oleg slog sig ned och blev furste i Kiev och han sade: Låt detta bli modern till de rusiska städerna. | „ |

Den förhärskande tron var hedendomen, fast det redan fanns en kristen församling i Kiev.
Oleg utvidgade sitt välde genom krig mot drevljanerna och severjanerna, men radimitjerna godtog Olegs villkor utan strid (de två sistnämnda folkstammarna hade dessförinnan betalat skatt till khazarerna):
| ” | År 6391 (883). Oleg började krig mot drevljanerna och besegrade dem och tog skatt av dem – ett svart mårdskinn per man. År 6392 (884). Oleg gick mot severerna och besegrade dem och lade en lätt skatt på dem och tillät dem inte att betala skatt till kozarerna i det att han sade: Jag är deras fiende och det finns inget skäl till att ni betalar dem något. År 6393 (885). Oleg sände bud till radimitjerna och sade: Till vem betalar ni skatt? De sade: Till kozarerna. Och Oleg sade till dem: Betala inte till kozarerna, utan betala till mig. Och de betalade en skilling var, lika mycket som de hade betalat till kozarerna. Och Oleg härskade alltså över poljanerna och drevljanerna och severerna och radimitjererna, men mot ulitjerna och tivererna förde han krig. | „ |

Som resultat av det segerrika fälttåget mot Bysans slöts de första skriftliga avtalen 907 och 911. Dessa garanterade förmånliga handelsvillkor för rusiska köpmän (avskaffade tullavgifter, garanterade skeppsreparationer och nattkvarter), lösning av rättsliga och militära frågor.
Enligt Nestorskrönikan hade Oleg titeln storfurste och regerade i mer än 30 år. Ruriks son Igor övertog tronen efter Olegs död omkring år 912 och regerade till 945.

### Igor
Igor genomförde två fälttåg mot Bysans. Det första, år 941, misslyckades. Det föregicks av ett misslyckat fälttåg mot khazarerna, då Rus på begäran från Bysans anföll den khazariska staden Tmutorokan på Tamanhalvön, men blev slagna av khazarernas härförare Pesach och därefter vände vapnen mot Bysans. Det andra fälttåget mot Bysantinska riket ägde rum år 944. Det avslutades med ett avtal, som bekräftade många bestämmelser i de föregående avtalen från 907 och 911 men annullerade den tullfria handeln. Under åren 943 och 944 genomfördes fälttåg mot staden Berda. År 945 dödades Igor under skatteindrivning hos drevljanerna.

### Olga
Efter Igors död hade hans änka Olga makten som regent eftersom deras son Svjatoslav var minderårig. Hon blev det Rusiska rikets första regent som officiellt antagit den bysantinska varianten av kristendomen (år 957 enligt vissa versioner, men det finns även andra dateringar). Emellertid bjöd hon omkring år 959 in den germanske biskopen Adalbert av Magdeburg och den latinska ritualens präster (vilka efter sin misslyckade mission tvingades lämna Kiev).

### Svjatoslav
Omkring år 960 övertog Svjatoslav makten och höll fast vid hedendomen, till skillnad från sin mor. Hans första åtgärd var att underkuva vjatitjerna (964), vilka var de sista av alla östslaviska folkstammar som fortfarande betalade skatt till khazarerna. År 965 (enligt andra uppgifter även 968/969) genomförde Svjatoslav ett fälttåg mot khazarerna och intog medelst stormning deras viktigaste städer – den befästa staden Sarkel, Semender och huvudstaden Itil. I Sarkels ställe växte den rusiska bosättningen Belaja Vezja upp. Det är möjligt att även Rus konsolidering i Tmutorokan är förbunden med detta fälttåg. Svjatoslav genomförde även två fälttåg mot Bulgarien, där han hade för avsikt att grunda ett eget rike med huvudstaden vid Donau. Han stupade i strid mot petjenegerna år 972, på hemväg till Kiev efter ett misslyckat fälttåg mot Bysans.

### Vladimir och Jaroslav den vise. Kristnandet av Rus
Se även: Kristnandet av Rus

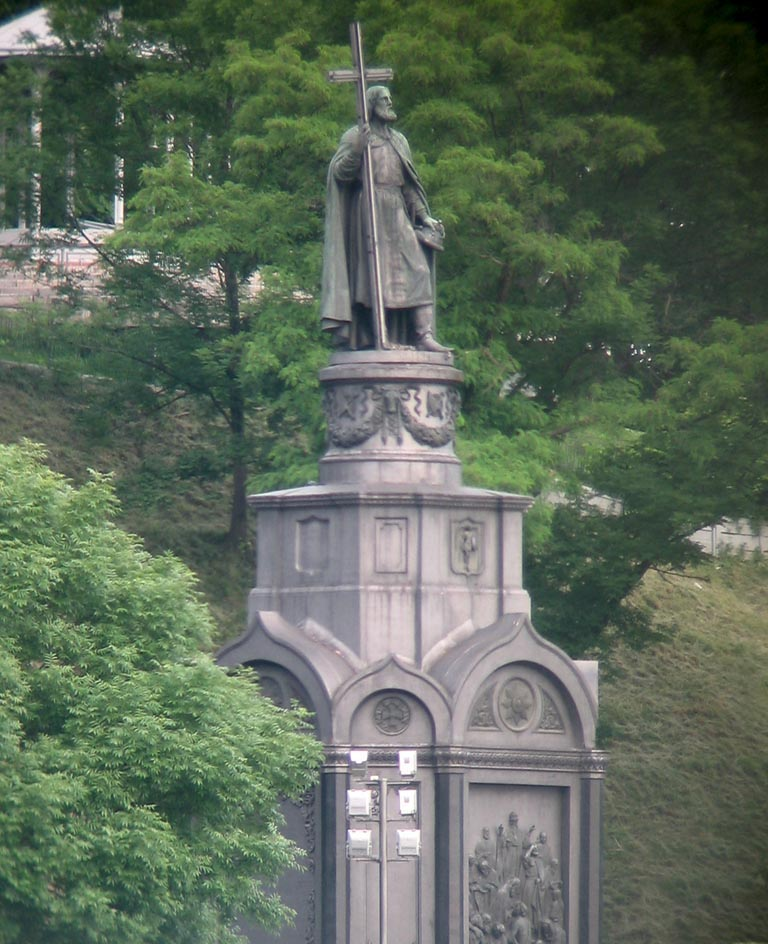
Vladimir den stores staty i Kiev.

Efter Svjatoslavs död utbröt inbördes stridigheter mellan hans söner om rätten till tronen (972–978 eller 980). Den äldste sonen Jaropolk blev storfurste i Kiev, Oleg fick drevljanernas land, och Vladimir fick Novgorod. År 977 besegrade Jaropolk Olegs hird, och Oleg själv stupade. Vladimir flydde över havet, men återvände efter två år med en varjagisk hird. Under fejden försvarade Vladimir sin rätt till tronen och regerade sedan åren 980–1015. Under hans styre utvidgades Rus territorium, genom införlivandet av de tjervenska städerna och Karpatrus (ryska: Karpatskaja Rus).
Under furst Vladimir Svjatoslavitj blev kristendomen år 988 officiell religion i Rus. Som Kievs furste fick Vladimir tampas med det växande hotet från det turkiska ryttarfolket petjenegerna. Som skydd mot nomaderna lät han bygga en befästningslinje, och till dess garnisoner lejde han de bästa männen från de norra folkstammarna. Just under Vladimirs tid utspelade sig många av de ryska hjältesagor eller bylina, som berättar om jättarnas bedrifter.
I de äldsta städerna – Kiev, Novgorod, Staraja Ladoga, Smolensk, Polotsk, Izborsk, Tjernigov, Perejaslavl, Turov, Rostov, Beloozero, Pskov, Tmutorokan, Murom, Ovrutj, Vladimir och andra – utvecklades hantverket och handeln. Litterära verk skapades (Nestorskrönikan, Novgorods kodex, Ostromirevangeliet och levnadsbeskrivningar) och arkitektur (Desiatinkyrkan, Sofiakatedralen i Kiev, Sofiakyrkan i Novgorod och Sofiakyrkan i Polotsk. Det stora antalet näverbrev som arkeologerna hittat vittnar om att läs- och skrivkunnigheten var utbredd bland invånarna i riket. Rus idkade handel med syd- och västslaverna, Skandinavien, Bysans, Västeuropa samt folken i Kaukasien och Centralasien.
Efter Vladimirs död utbröt nya inbördes fejder i Rus. Svjatopolk Okajannyj dödade år 1015 sina bröder Boris (enligt en annan version blev Boris dödad av Jaroslavs skandinaviska lejdemän), Gleb och Svjatoslav. Svjatopolk led två gånger nederlag och dog i landsflykt. Boris och Gleb blev helgonförklarade år 1071.

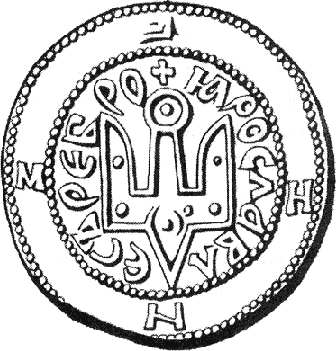
Jaroslav den vises silvermynt.

Under Jaroslav den vises (1019–1054) ledning upplevde riket bitvis sin största blomstring. Samhällslivet reglerades genom lagsamlingen Russkaja pravda och furstens förordningar. Jaroslav den vise förde en aktiv utrikespolitik. Han befryndade sig med många andra av Europas fursteätter, vilket vittnade om ett omfattande internationellt erkännande av Rus i den europeiska kristna världen. Stenbyggnadskonsten utvecklades påtagligt. Efter 12 års självständighet och furst Mstislav Vladimirovitj den tappres död – utan arvtagare – återgick Tjernigovfurstendömet till Jaroslav. Denne flyttade från Novgorod till Kiev och besegrade år 1036 petjenegerna, vilka därefter aldrig anföll Rus igen.

### Förändringar i rikets styre i slutet av 900-talet – början av 1100-talet

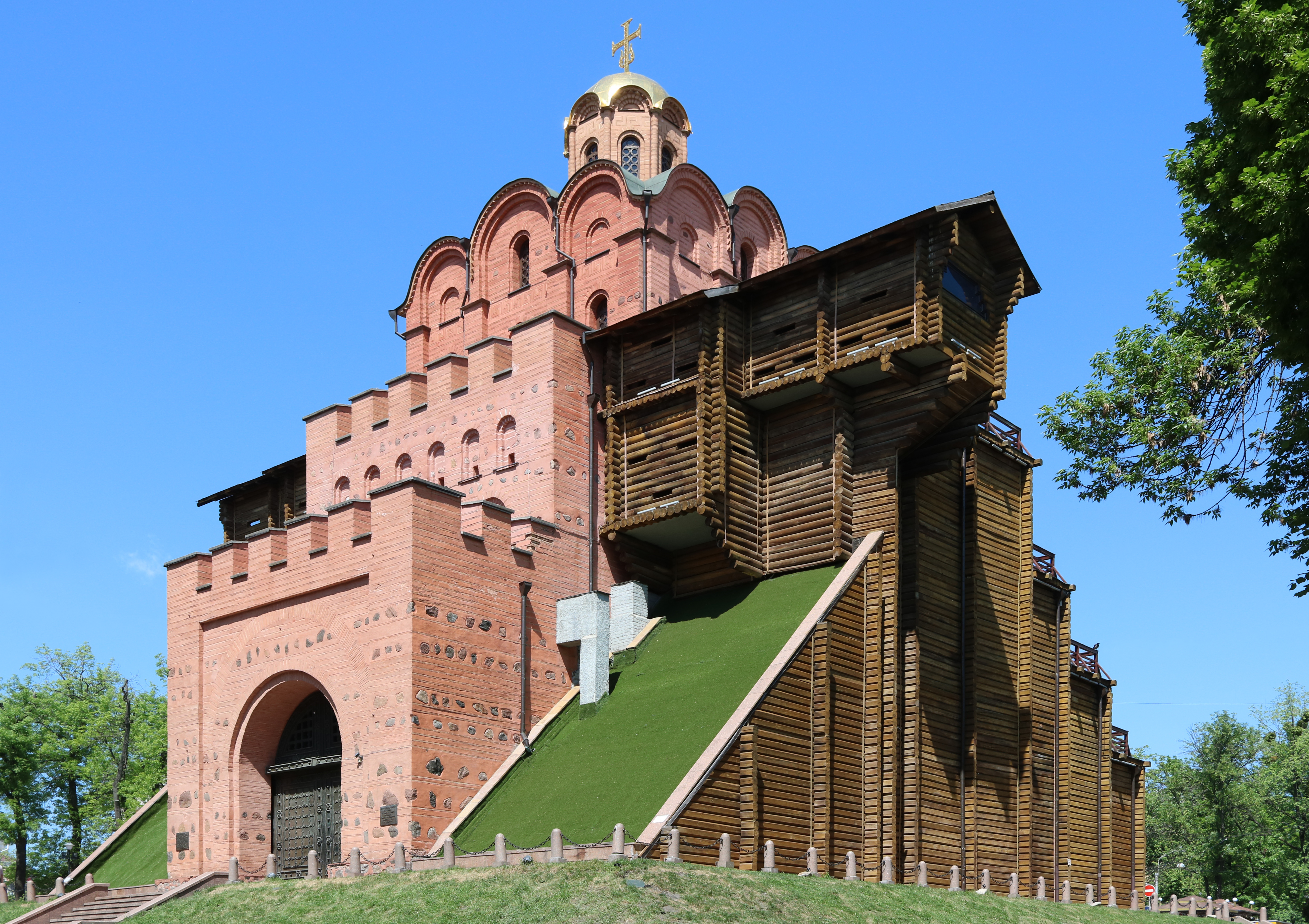
Gyllene porten i Kiev.

Under kristnandet av Rus bestämdes vilken makt de ortodoxa biskoparna som lydde under metropoliten i Kiev skulle ha. Vid samma tid placerade Vladimir sina söner som ställföreträdare överallt. Nu var alla furstar som företrädde storfursten i Kiev från Rurikätten. De skandinaviska sagorna omnämner vikingarnas besittningar, men de fanns i Rus gränstrakter och på nyss införlivade marker och betraktades därför som kvarlevor från det förflutna redan då Nestorskrönikan skrevs. Furstarna av Rurikätten förde en hård kamp mot de resterande folkstammarnas furstar (Vladimir Monomach omnämner vjatitjern Chodot och hans son). Detta främjade en centralisering av makten.
Storfurstens makt var som störst under Vladimir och Jaroslav den vise (och även senare under Vladimir Monomach). Dynastins position stärktes genom många giftermål med andra dynastier: till exempel Anna Jaroslavna med den franske kungen, Vsevolod Jaroslavitj med den bysantinska prinsessan.
Senare började Vladimir - eller enligt vissa källor Jaropolk Svjatoslavitj – ge hirdmännen mark istället för sold. Ursprungligen var det städerna som försörjde hirdmännen, men under 1000-talet började de få egna byar. Tillsammans med byarna, som blev deras arvegods, utdelades även bojartitlar. Bojaren blev befäl över hirden. En förutsättning för bojartjänsten var trohet mot fursten, och den hade inte med marktilldelningens storlek att göra (avtalade markförläningar fick ingen större spridning). Den viktigaste stridsstyrkan under 1000-talet var hemvärnet, som under krigstider försågs med hästar och vapen av fursten. Jaroslav den vise avstod under sin regeringstid i stort sett från att använda sig av lejda varjaghirder.

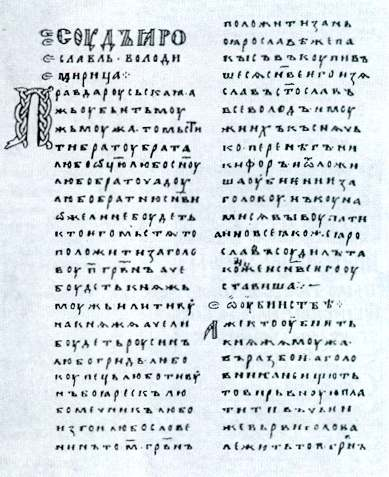
En sida ur den förkortade versionen av Russkaja pravda.

Efter Jaroslav den vise fastställdes slutligen arvsrätten till ägorna enligt senioritetsprincipen inom Rurikätten. Den äldste i ätten (efter släktlinje – inte efter ålder), fick Kiev och blev storfurste, medan alla övriga landområden fördelades mellan ättens medlemmar och efter anciennitet, det vill säga med ålderns rätt. Makten övergick från broder till broder, från farbror eller morbror till brorson eller systerson. På andra plats i arvshierarkin kom Tjernigov.
Då en av ättens medlemmar dog, flyttade alla de yngre i Rurikätten till de ägor, som motsvarade deras anciennitet. Då nya medlemmar av ätten tillkom fick de sin fastställda andel – en stad med omgivande marker (volost). En furste hade enbart rätt att vara furste i den stad där hans far tidigare varit furste; annars betraktades han som utstött.
En betydande del av marken kom med tiden i kyrkans ägo (klosterfideikommiss). Från år 996 började befolkningen betala tionde till kyrkan. Hegumeos, klostrens valda ledare, började få ett stort inflytande. Petjerskaklostret eller grottklostret i Kiev blev ortodoxa kyrkans centrum.
Bojarerna och hirden utgjorde furstens särskilda råd. Fursten rådgjorde även med metropoliten, biskoparna och hegumeos i kyrkorådet. I och med den komplicerade furstehierarkin hade furstarna särskilda sammankomster, så kallade snemer (ryska: снемы, snemy). I städerna var folkförsamlingar (ryska: вече, vetje) verksamma, och bojarerna stödde sig på dem utifrån sina egna politiska intressen (vid upproren i Kiev åren 1068 och 1113).
Under 1000-talet och början av 1100-talet sammanställdes den första nedskrivna lagsamlingen Russkaja pravda (ryska för "Rysk rätt" eller "Rysk lag"), vilken successivt kompletterades med Jaroslavs lag (omkring år 1015/1016), Jaroslavitjs lag (omkring år 1072) och Vladimir Vsevolodovitjs lag (omkring år 1113). I Russkaja pravda återspeglades klasskillnaderna bland befolkningen (straffets storlek var avhängigt den ihjälslagnes sociala ställning), och man reglerade bestämmelserna för tjänstefolk, trälar, livegna, lejdefolk och andra befolkningskategorier.
I Jaroslavs lag likställdes rusiner (ryska: русин, rusin) och slovener, det vill säga slaver (ryska: словенин, slovenin), men i krönikan omnämns bara Novgorodbor – Ilmenslaver (ryska: ильменских словен, ilmenskij sloven). Detta jämte kristnandet främjade framväxten av en ny etnisk samhörighet, ett folk som var på det klara över sin enhetlighet och sitt historiska ursprung.
Från slutet av 900-talet känner man till att Rus hade egen mynttillverkning – Vladimirs, Svjatopolks, Jaroslav den vises och andra furstars silver- och guldmynt.

## Sönderfall

Karta över Rus 1054—1132.

Polotsk var först med att frigöra sig från Kiev – redan i början av 1000-talet. Jaroslav den vise, som lagt resten av Rus landområden under sig endast 21 år efter sin fars död, fördelade dem mellan sina fem söner innan han själv dog 1054. Efter att de två yngsta av dem hade dött fördelades allt mellan de tre äldsta: Iziaslav Jaroslavitj av Kiev, Svjatoslav Jaroslavitj av Tjernigov och Vsevolod Jaroslavitj av Perejaslav (Jaroslav-triumviratet).
Från år 1061 (direkt efter turkfolket gagauzernas nederlag mot de rusiska furstarna på stäpperna) började polovtserna anfalla, istället för petjenegerna som hade brutit upp från sitt läger på Balkanhalvön. Under de långvariga krigen mellan ruserna och polovtserna rådde de sydliga furstarna länge inte på sina motståndare. De påbörjade en rad misslyckade fälttåg och led betydande nederlag, som i slaget vid floden Alta år 1068 och slaget vid floden Stugna år 1093.
Efter Svjatoslavs död år 1076 försökte Kievfurstarna undanhålla Tjernigovarvet från hans söner. Detta ledde till att de vände sig till polovtserna för att få hjälp, trots att polovtserna tidigare hade använts av Vladimir II Monomach i tvedräkten med polotskfursten Vseslav Brjatjislavitj. I denna strid stupade Iziaslav I av Kiev år 1078 och Vladimir II Monomachs son Iziaslav år 1096. År 1097 hölls ett rådslag i Ljobetj för att avbryta fejden och ena furstarna till försvar mot polovtserna. Då förkunnades principen: Var och en behåller sitt arvegods.
| ”                             | Varför ödelägger vi det Rusiska landet genom att vi själva sår split mellan varandra? Polovtserna splittrar vårt land och gläder sig över att det är fejder mellan oss. Låt oss från och med nu förenas i ett hjärta och låt oss beskydda det Rusiska landet; var och en skall hålla på sitt fädernearv: Svjatopolk ska ha Kiev, Izjaslavs arv, Vladimir Vsevolods, Davyd och Oleg och Jaroslav Svjatoslavs och de åt vilka Vsevolod har givit städer [skall behålla dem]... | „ |
| – Nestorskrönikan, cirka 1113 | |   |

Detta öppnade för feodal splittring, eftersom en särskild dynasti konsoliderades inom varje landområde. Storfursten i Kiev blev därmed inte mer än den främste bland likar och förlorade sin roll som suverän. Men det möjliggjorde även ett slut på inbördeskriget och en kraftsamling mot polovtserna, så striderna förflyttades långt ut på stäppen. Dessutom slöts avtal med de nomadiska bundsförvanterna. Dessa – "de svarta hattarna" (ryska: tjornyje klubikí) bestod av olika turkiska folkstammar, däribland petjenegerna som hade fördrivits från stäppen av polovtserna och slagit sig ner i de sydrusiska gränsområdena.

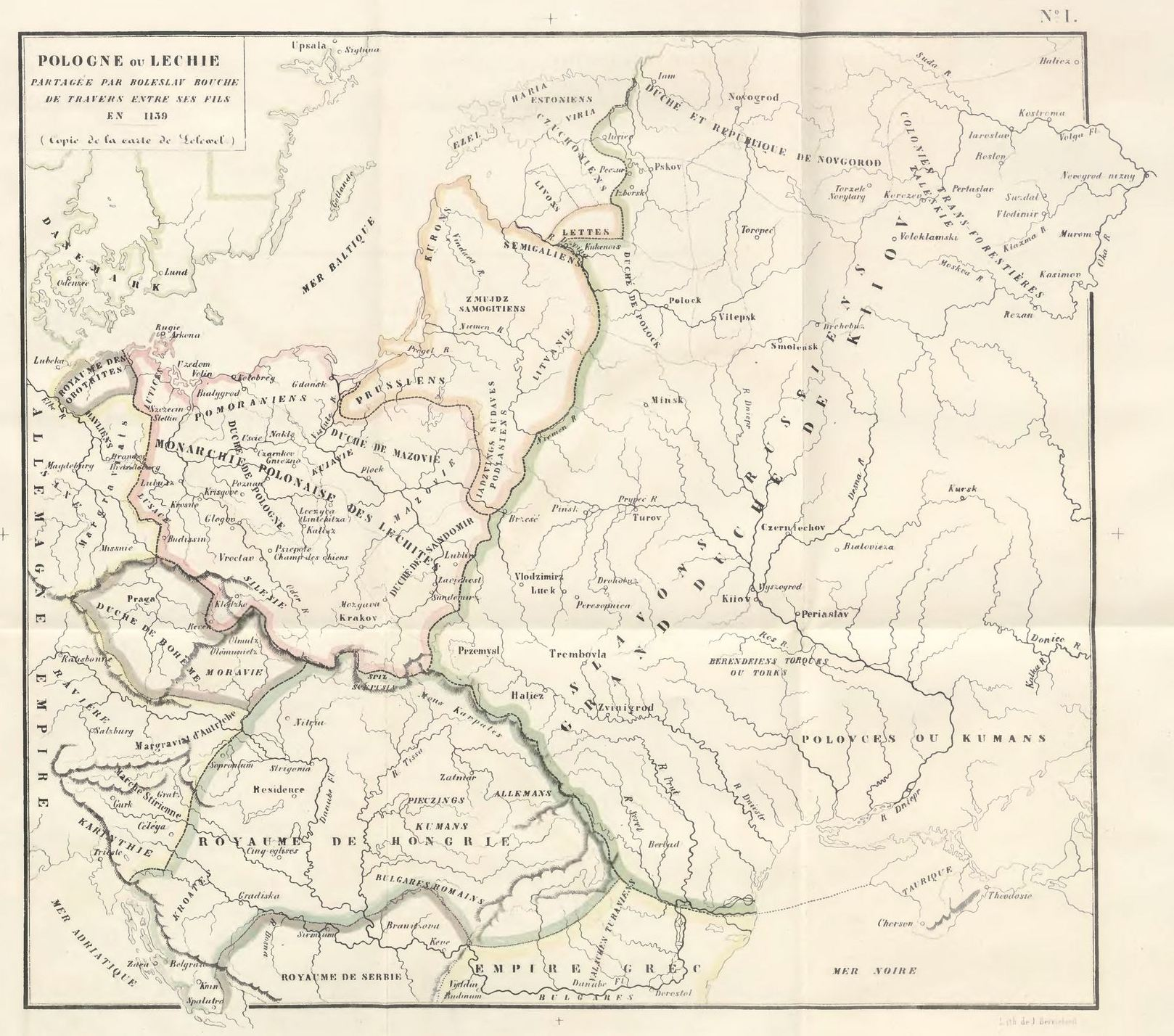
Rus, Polen och Litauen år 1139.

Under 1130-talet sönderföll det fornrusiska riket i självständiga furstendömen. Enligt dagens historieskrivning anses splittringen ha börjat år 1132, då Vladimir II Monomachs son Mstislav I av Kiev dog och Polotsk slutade erkänna kievfurstens makt (1132), följt av Novgorod (1136), och strid utbröt om själva furstetiteln mellan Rurikättens olika dynastiska och territoriella sammanslutningar. I samband med schismen noterades år 1134 i Novgorods första krönika: ”hela den Rusiska jorden slets sönder”. Den påbörjade inre fejden berörde inte själva storfurstendömet, men efter Jaropolk II Vladimirovitjs död år 1139 blev näste Monomach, Vjatjeslav Vladimirovitj, fördriven från Kiev av Vsevolod Olgovitj från Tjernigov.
Det ständiga hotet från stäppen och de oupphörliga inbördeskrigen mellan furstarna om Kievs besittningar under 1100- och 1200-talet ledde till att en del av befolkningen i de sydrusiska furstendömena flyttade norrut till det lugnare Rostov-Suzdalområdet, även benämnt Zalese eller Opolje. Dit hade redan krivitjer från Novgorod flyttat under 900-talet. I och med den ökande tillströmningen av slaver blev de nyinflyttade från det folkrika södern snabbt en majoritet i området och assimilerade därmed den fåtaliga finsk-ugriska befolkningen. Krönikor och arkeologiska utgrävningar vittnar om en stor rusisk migration under 1100-talet. Under perioden grundlades och växte många städer snabbt i Rostov-Suzdalområdet (Vladimir, Moskva, Perejaslavl-Zalesskij, Jorjev-Opolskij, Dmitrov, Zvenigorod, Starodub-na-Kljazme, Jaropoltj-Zalesskij, Galitj med flera), orter som ofta fick namn efter de städer som inflyttarna kom ifrån. Även de framgångsrika första korstågen och att de viktigaste handelsvägarna ändrades bidrog till försvagningen av södra delen av Rus.
Under de två stora inbördeskrigen i mitten av 1100-talet förlorade Kievfurstendömet Volyn (1154), Perejaslavl (1157) och Turov (1162). År 1169 skickade Vladimir Monomachs sonson, Andrej Bogoljubskij som var furste i Vladimir-Suzdal, en här söderut, anförd av hans son Mstislav Andrejevitj, som intog Kiev. Staden plundrades brutalt, kyrkorna brändes och invånarna fördes bort i fångenskap. Andrejs yngre bror placerades som furste i Kiev. Och trots att Vladimirfurstens inflytande tillfälligt minskade efter de misslyckade fälttågen mot Novgorod (1170) och Vysjgorod (1173), började Kiev gradvis förlora sin ställning som politiskt maktcentrum till Vladimir-Suzdal. På 1100-talet började även fursten av Vladimir-Suzdal att titulera sig storfurste, och på 1200-talet även furstarna av Galitj, Tjernigov och Rjazan.

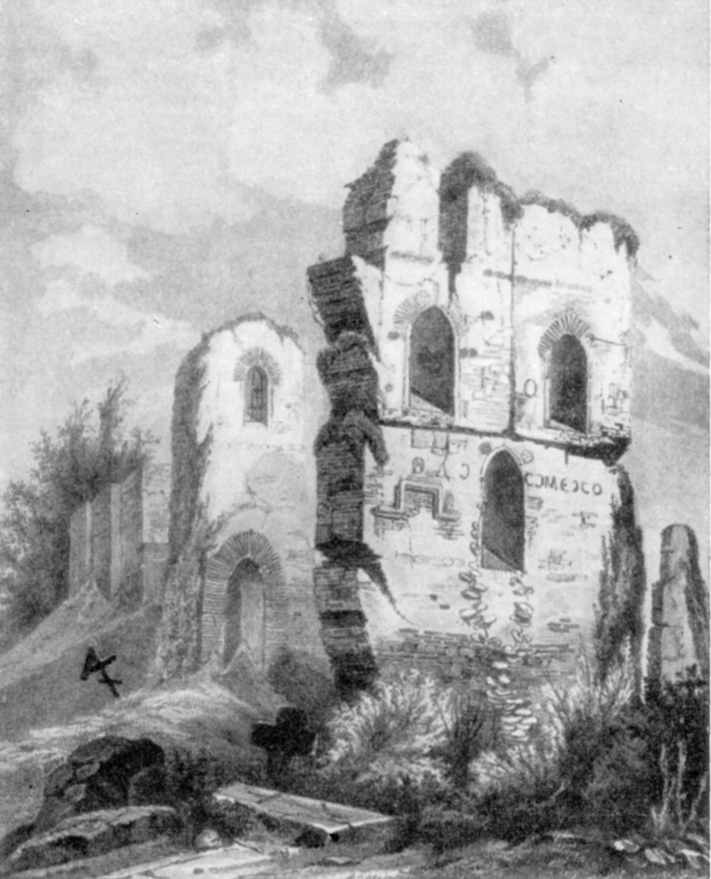
Ruinerna av Desiatinkyrkan, på en teckning av Vesterfeld från 1600-talet.

Kiev blev till skillnad från de flesta övriga furstendömen inte en enda dynastis egendom, utan utgjorde ett ständigt stridsäpple bland alla mäktiga furstar. År 1203 blev Kiev plundrat för andra gången av Smolenskfursten Rurik Rostislavitj som stred mot Roman Mstislavitj, furste av Galitj-Volynien. Slaget vid Kalkafloden år 1223, då praktiskt taget alla sydrusiska furstar deltog, var den första sammanstötningen mellan Rus och mongolerna. De sydrusiska furstendömenas försvagning gjorde att trycket ökade från de ungerska och litauiska feodalherrarna, men främjade samtidigt ett ökat inflytande från furstarna i Tjernigov (1226), Novgorod (1231), Kiev (år 1236 tog Jaroslav Vsevolodovitj under två år Kiev i besittning, och under den tiden regerade hans äldre bror Jurij i Vladimir) och Smolensk (1236–1239).
Under den mongoliska invasionen av Rus, som började år 1237, blev Kiev i december 1240 lagd i ruiner. Kiev överläts till furstarna av Vladimir, Jaroslav Vsevolodovitj, som erkänts av mongolerna som äldste över de rusiska markerna, och senare hans son Alexander Nevskij. De flyttade emellertid inte till Kiev utan stannade kvar i sitt arvegods Vladimir. År 1299 flyttade metropoliten sitt residens till Kiev; enligt andra källor var Vladimir åren 1299–1325 säte för "metropoliterna för Kiev och alla Rus" (det vill säga alla småstaterna med Rus i namnet), varefter metropolitanen Peter flyttade det kyrkliga sätet till Moskva. I några kyrkliga och litterära källor – till exempel i utsagorna av Konstantinopels ekumeniska patriarkat och litauiske furst Vytautas i slutet av 1300-talet – fortsatte Kiev att betraktas som huvudstad även ännu senare, men var redan vid den tiden en provinsstad i storfurstendömet Litauen. Från år 1254 bar furstarna av Galitj titeln Kungen av Rus. Från början av 1300-talet började furstarna av Vladimir att bära titeln storfurste av hela Rus.
I den sovjetiska historieskrivningen sträcker sig begreppet ”Kievrus” till mitten av 1100-talet.
 Men den omfattar även perioden från mitten av 1100-talet till mitten av 1200-talet, då Kiev förblev landets centrum och Rus styrdes av en enda fursteätt enligt principen ”kollektiv suveränitet”. Båda synsätten existerar än idag.
Den förrevolutionära historieskrivningen, med början hos Nikolaj Karamzin, höll fast vid idén om att Rus politiska centrum år 1169 flyttade från Kiev till Vladimir, eller till Volodymyr och Galitj. I den nutida historieskrivningen råder ingen enighet om detta. En del historiker anser att dessa idéer inte kan beläggas i källorna. Flera historiker menar att det är ett tecken på politisk svaghet att det finns så få befästa bosättningar i Suzdaltrakten jämfört med andra områden i Rus. Andra historiker finner däremot belägg i källorna på att den ryska civilisationens politiska centrum först flyttades till Rostov och Suzdal från Kiev, och senare till Vladimir.

### Rikets karaktär

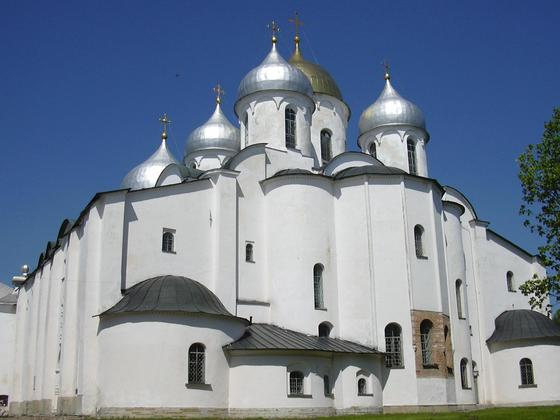
Sofiakatedralen, Guds allvishet, i Novgorod.

Historikerna gör olika bedömningar av rikets karaktär under denna period:
”ett barbariskt rike”, ”en krigsdemokrati”, ”en hirdperiod”, ”den normandiska perioden”, ”ett krigiskt och handelsidkande rike” eller ”en tidig feodal monarki”.
Det rusiska riket omfattade ett vidsträckt område, befolkat av östslaviska, finsk-ugriska och baltiska folkstammar. I krönikorna kallas riket för Rus’; ordet ”rusisk” i sammansättning med andra ord förekommer med olika stavningar, både med ett och två ”s” och både med ”mjukt tecken («ь») och utan. I snäv bemärkelse avses med Rus’ Kievområdet (med undantag för drevljanernas och dregovitjernas besittningar), Tjernigov-Severien (med undantag för radimitjernas och vjatitjernas besittningar) och Perejaslavområdet; just i den bemärkelsen användes ordet Rus’ ända fram till 1200-talet, exempelvis i Novgorods urkunder.
Rikets regent bar titeln storfurste, furste av Kiev. Inofficiellt kunde han ibland även få andra prestigefyllda titlar – bland andra turkisk khan och bysantinsk tsar. Furstemakten var ärftlig. I styrelsen av området deltog förutom furstarna storfurstliga bojarer och hirdmän, lejda av fursten. Även bojarerna hade sina lejda hirder, vilka vid behov sammanfördes till en enda krigshär. Ibland kunde även en av bojarerna eller vojvoderna utses till att fylla funktionen som rikets verklige regent; en sådan vojvod var Oleg (medan Igor var minderårige), Svenald istället för Olga, Svjatoslav och Jaropolk, och Dobrynja istället för Vladimir. På lokal nivå hade furstemakten samröre med folkets självstyre i form av vetje (ryska: вечe), det vill säga folkförsamlingar och städernas åldermän.
Vid tiden för det rusiska rikets sönderfall i mitten av 1100-talet fanns ett femtontal relativt stabila furstendömen, vilka i sin tur var uppdelade i ännu mindre furstendömen. De mäktigaste furstedynastierna var den delen av Rurikätten som härstammade från Olga och Jaroslav den vise (i Tjernigov), den delen som härstammade från Vladimir Monomach och Rostislav (i Smolensk), den delen som härstammade från Vladimir Monomach och Iziaslav (i Volynsk) och den delen som härstammade från Vladimir Monomach och Jurij Dolgorukij (i Suzdal). När Rus började splittras övergick den politiska makten delvis från furstarna och hirdarna till bojarerna som blev allt mäktigare. Medan bojarerna tidigare hade haft affärsmässiga, politiska och ekonomiska relationer med hela Rurikätten under storfurstens ledning, började de nu ha relationer med de enskilda furstefamiljerna.
För att minska de hetsiga striderna mellan furstedynastierna i Kievrus understödde bojarerna vid en rad tillfällen fursteduumvirer (medregenter) och eliminerade även främmande furstar (Jurij Dolgorukij blev förgiftad). Bojarerna i Kiev sympatiserade med makten hos den äldre grenen av Mstislav den stores ättlingar, men det yttre trycket var alltför stort för att den lokala noblessens inställning skulle få avgöra frågan om valet av furste. Ingen av Rurikdynastins fursteätter fick vare sig Novgorod eller Kiev som arvegods, utan efter upproret mot furstendömet upprättades i Novgorod ett republikanskt system där fursten bjöds in till eller jagades bort av vetje, folkförsamlingen. I de sydrusiska trakterna spelade stadsvetjerna en mycket stor roll i den politiska kampen (även om omnämnandet av vetjerna i Vladimir och Suzdal påträffas ända fram till 1300-talet. I Galitj valdes vid ett unikt tillfälle en furste bland bojarerna.
Krigshärens bas utgjordes av det feodala hemvärnet och en indelning av furstehirden i regementen som territoriella militära förband påbörjades. För att försvara städerna, stadens omgivningar och förstäder användes folkuppbåd. I Novgorod var furstehirden lejd av de republikanska myndigheterna, härskaren hade ett särskilt regemente och stadsborna sammanslöts i tusenmannagrupper under ledning av tusenmannahövdingar. Det fanns även bojarhemvärn som bestod av invånarna i de fem bojarägda områdena i Novgorods omgivningar. Vanligtvis leddes fälttågen av några allierade furstendömens stridsstyrkor. I krönikorna talas om 10 000–20 000 människor.

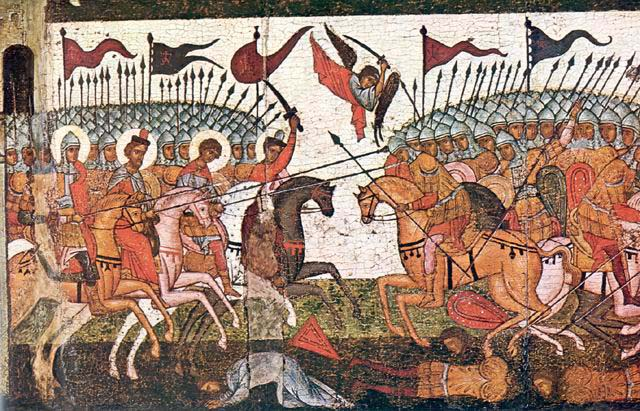
Invånare från Novgorod och Suzdal i strid år 1170, ikonfragment från år 1460.

Det enda gemensamma rusiska politiska organ som kvarstod var furstesammankomsten, som beslutade i frågor rörande kampen mot polovtserna. Kyrkan bevarade också sin relativa enighet (med undantag för kulter av lokala helgon och reliker) under ledning av metropoliten och stred mot olika kättare genom att sammankalla kyrkomöten. Men kyrkans ställning försvagades av de lokala folkstammarnas tilltagande hedniska tro under 1100–1200-talet. Den religiösa makten och undertryckandet försvagades. Novgorods ärkebiskopskandidater nominerades av Novgorods vetje, folkförsamling, och det hände även att ärkebiskopar fördrevs.
Benämningen Rus’ bevarades under denna period i trakterna runt mellersta Dnepr. Invånarna i olika områden benämndes vanligtvis efter furstendömenas huvudstäder: novgorodbor, suzdalbor och så vidare. Ända fram till 1200-talet bevarades – enligt arkeologiska uppgifter – de kulturella skillnaderna mellan folken. Det fanns inte heller ett enhetligt och talat rusiskt språk, utan de lokala folkstammarnas dialekter levde vidare. Efter mongolinvasionen inträdde praktiskt taget alla rusiska områden i en ny splittringsprocess, och på 1300-talet fanns det ungefär 250 större och mindre furstendömen.

## Städer och befästningar

### Städer

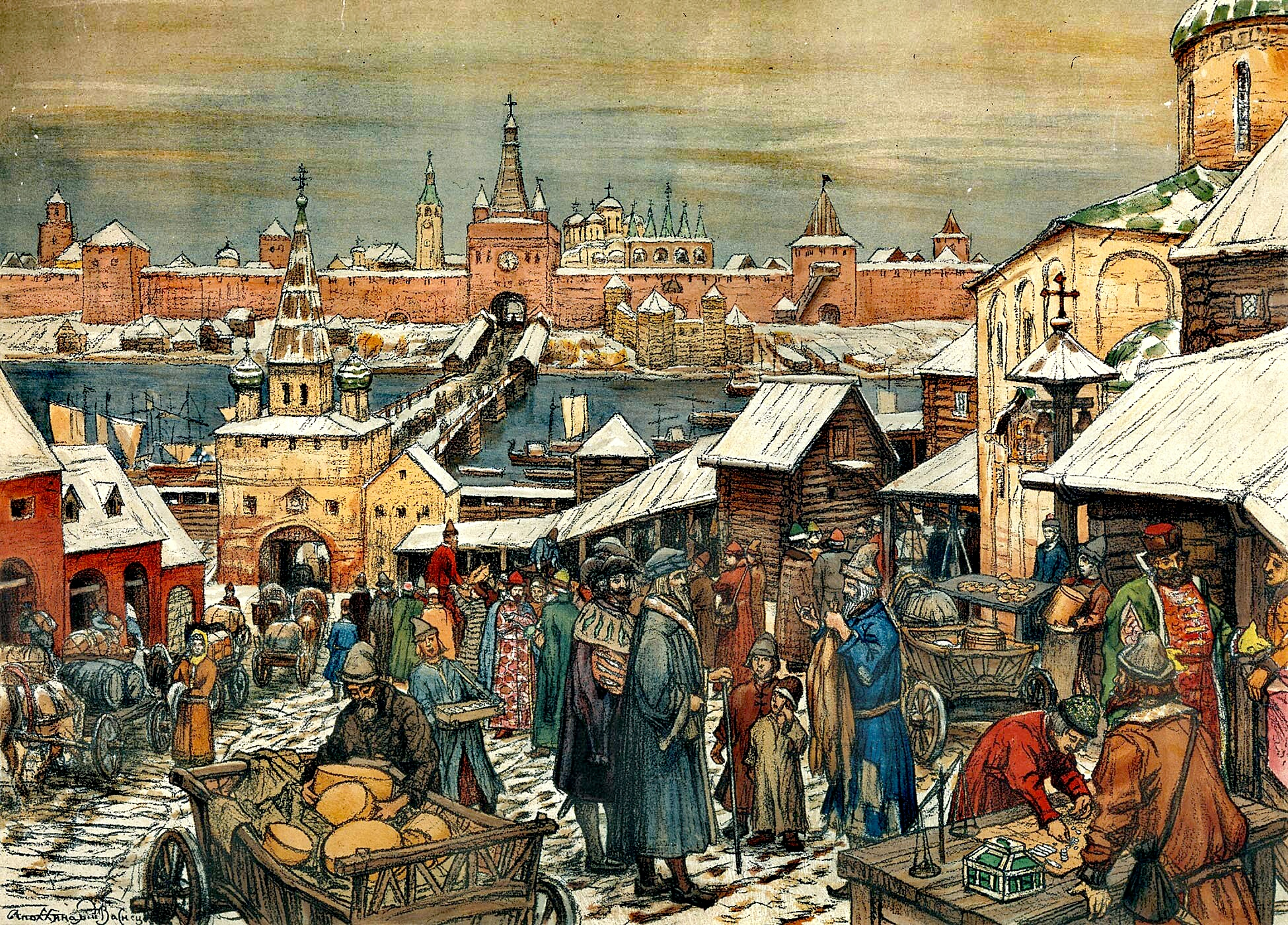
«Marknad i Novgorod» — bild av Apolinarij Vasnetsov

Under seklernas gång ökade antalet städer, som omnämns i krönikorna och i andra källor, stadigt. Under 800-900-talet omnämns 25 städer, på 1000-talet ytterligare 64, på 1100-talet ytterligare 135 och på 1200-talet tillkommer 47 städer. Vid tiden för mongolinvasionen fanns upp till 300 städer i Kievrus, det vill säga i genomsnitt 20 till 25 per furstendöme.

### Fästningar och befästningar

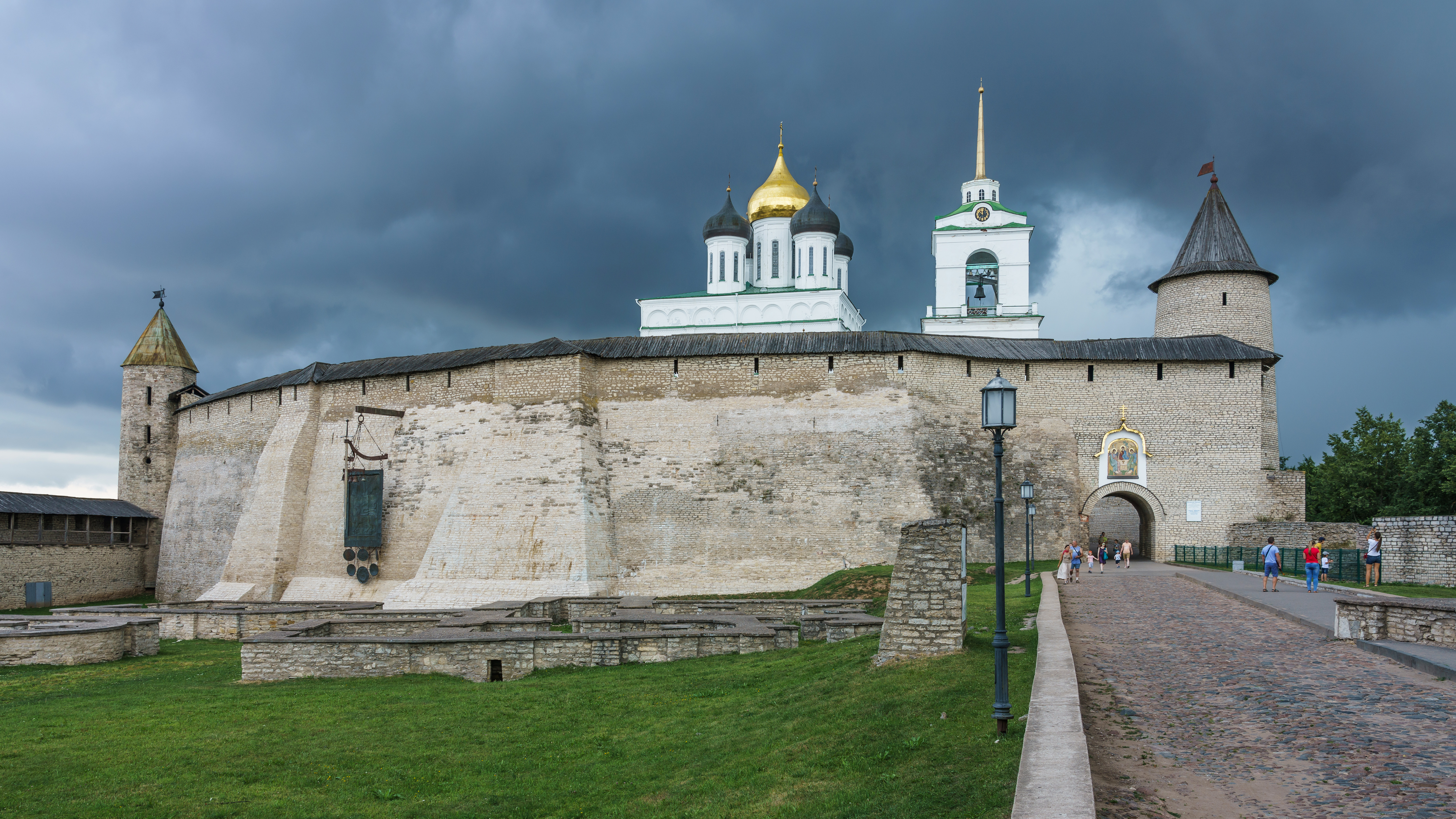
Fästningen i Pskov

Befästningar spelade en mycket stor roll i Rus historia. De förbättrades ständigt och byttes ut, beroende på historiska omständigheter och fiendens olika anfallssätt. Utvecklingen av krigstaktiken och belägringsredskapen hade en betydande inverkan på försvarsanläggningarnas arkitektur. I takt med att ekonomin och produktionsförmågan utvecklades i Rus, ökade antalet befästningar. De anlades av samma byggmästare som uppförde byggnader som blev kulturminnesmärken, liksom helt vanliga bostadshus.

## Krigsmakt/Militärväsen
Den rusiska krigshären bestod av två grundläggande delar: hirden och hemvärnet – under 800 – 900-talet folkuppbådet, sedan stadsvärnet.
Hirden var lejd under 800 – 900-talet. En betydande del bestod av nyanlända varjager. Den fylldes på med emigranter från de baltiska områdena och lokalbefolkningen.
Enligt krönikeuppgifterna uppgick den rusiska krigshären till mellan 20 000 och 40 000 mannar.

## Ekonomi

### Valutasystem

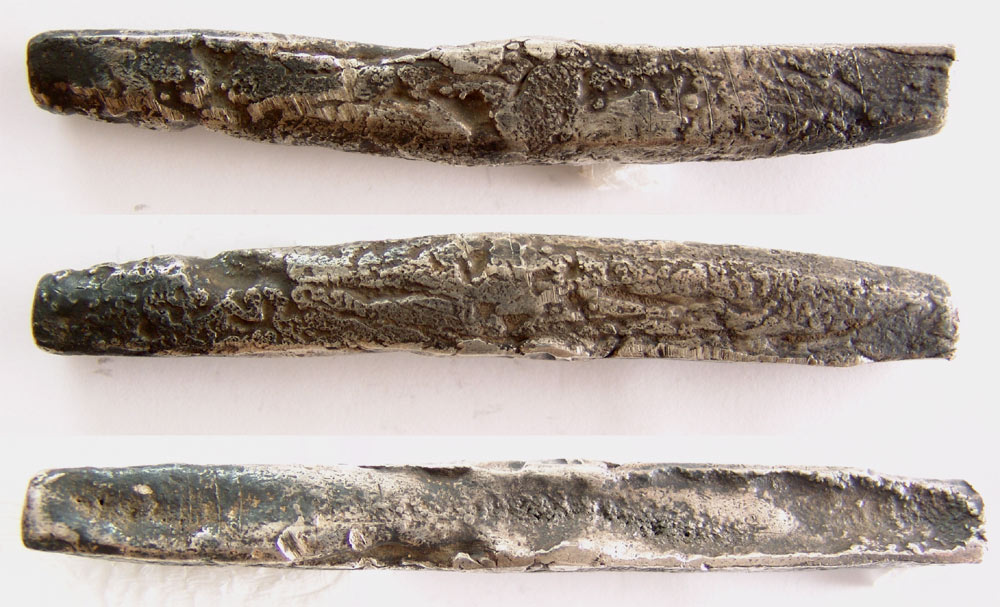
Fornrusiska grivna från en by i närheten av Koporfästningen

Pengar började komma i omlopp på Östeuropas slaviska områden under övergången mellan 600-talet och 800-talet, när norra och östra Europa inledde en aktiv handel med Kalifatets länder. De östeuropeiska länderna, som saknade större tillgångar av myntmetaller, importerade silver. Under första tredjedelen av 800-talet började mynt, som präglats i Kalifatets afrikanska centra, att komma till Rus via de kaukasiska och centralasiatiska handelsvägarna.

### Hantverk
I och med feodalsystemets utveckling blev en del av byhantverkarna beroende av feodalherrarna medan andra lämnade byarna och flyttade till städer och fästningar, där de inrättade hantverksförstäder. I början av 1100-talet fanns mer än 60 olika hantverksyrken. En del hantverk byggde på att metallframställningen befann sig på en hög nivå, något som bekräftas av att hantverkarna svetsade, göt och smidde metall, och härdade stål.
Hantverkarna i Rus framställde mer än 150 olika slags järn och stålprodukter. Denna produktion spelade en viktig roll för att utveckla handelsförbindelserna mellan städerna och den omgivande landsbygden.

### Handel
Se även slavhandeln i Kievrus
Handeln hade en avgörande betydelse för Rus. Utrikeshandeln var relativt välutvecklad och utgjorde en viktig del i de rusiska furstendömenas ekonomi. Floden Dnepr förband Rus med Bysans. Rusiska köpmän färdades från Kiev till Mähren, Tjeckien, Polen, Sydtyskland; från Novgorod och Polotsk och över Östersjön till Skandinavien, och längre västerut.
Från Rus exporterades skinn, vax, honung, tjära, lin och lintyg, silversaker, sländor av rosa skiffer, vapen, lås, bensniderier mm. Det som importerades var lyxvaror, frukt, kryddor, färger mm.
Furstarna försökte försvara de rusiska köpmännens intressen genom att sluta särskilda avtal med utländska länder. Det var märkbart i avtalen med Bysans och i ”Russkaja pravda” under 1100-talet till början av 1200-talet, då man försökte skydda köpmännen från förluster vid krig och liknande omständigheter. .
Rus viktigaste handelsvägar var:
- Vägen från varjagerna till grekerna, som startade från Östersjön via sjön Ladoga, längs floderna Volchov och Dnepr och mynnade ut i Svarta havet, Bulgarien och Bysans (den vägen, via Svarta havet, kunde man via Donau komma till Stormähren.

• Handelsvägen längs Volga, som gick från staden Staraja Ladoga till Kaspiska havet och vidare till Khwarezm och Centralasien, Persien/Iran och Transkaukasus
- Landvägen, som började i Prag och via Kiev mynnade ut i Volga och vidare mot Asien.

Några nutida västerländska historiker har ignorerat de arkeologiska fynden och tolkat den intensiva handeln som en biprodukt av handeln mellan två främmande folk, varjagerna och grekerna.
I. V. Petrovs forskning har visat att handeln och handelsrätten utvecklades intensivt under det rusiska rikets första sekler, 800 – 900-talet, och att flödet av silvermynt österifrån till Östeuropa under 600 - 900-talet hade stor betydelse.

### Skatter (Tribut)

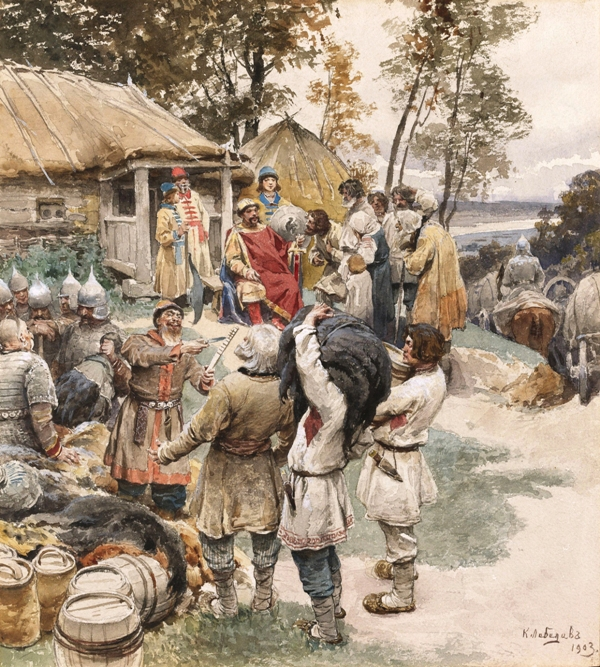
Claudius Lebedev. Furst Igor samlar in tribut från drevljanerna år 945

Skatterna i Rus betalades som tribut, och erlades av de underlydande folkstammarna.

## Den rusiska kulturen

### Läs- och skrivkunnighet och bildning
Kristnandet av Rus främjade en vidare spridning och snabbare utbredning av läs- och skrivkunnigheten. Väsentligt var att kristendomen antogs i dess östliga, ortodoxa variant, som till skillnad från katolicismen, tillät att gudstjänsten hölls på de nationella språken. Detta var en bra grund för utvecklingen av läs- och skrivkunnigheten på det egna modersmålet

### Litteraturen

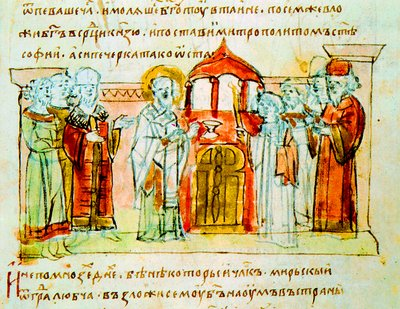
Installation av metropolit Hilarion av Kiev (miniatyr från Radzivilovskkrönikan

### Byggnadskonsten

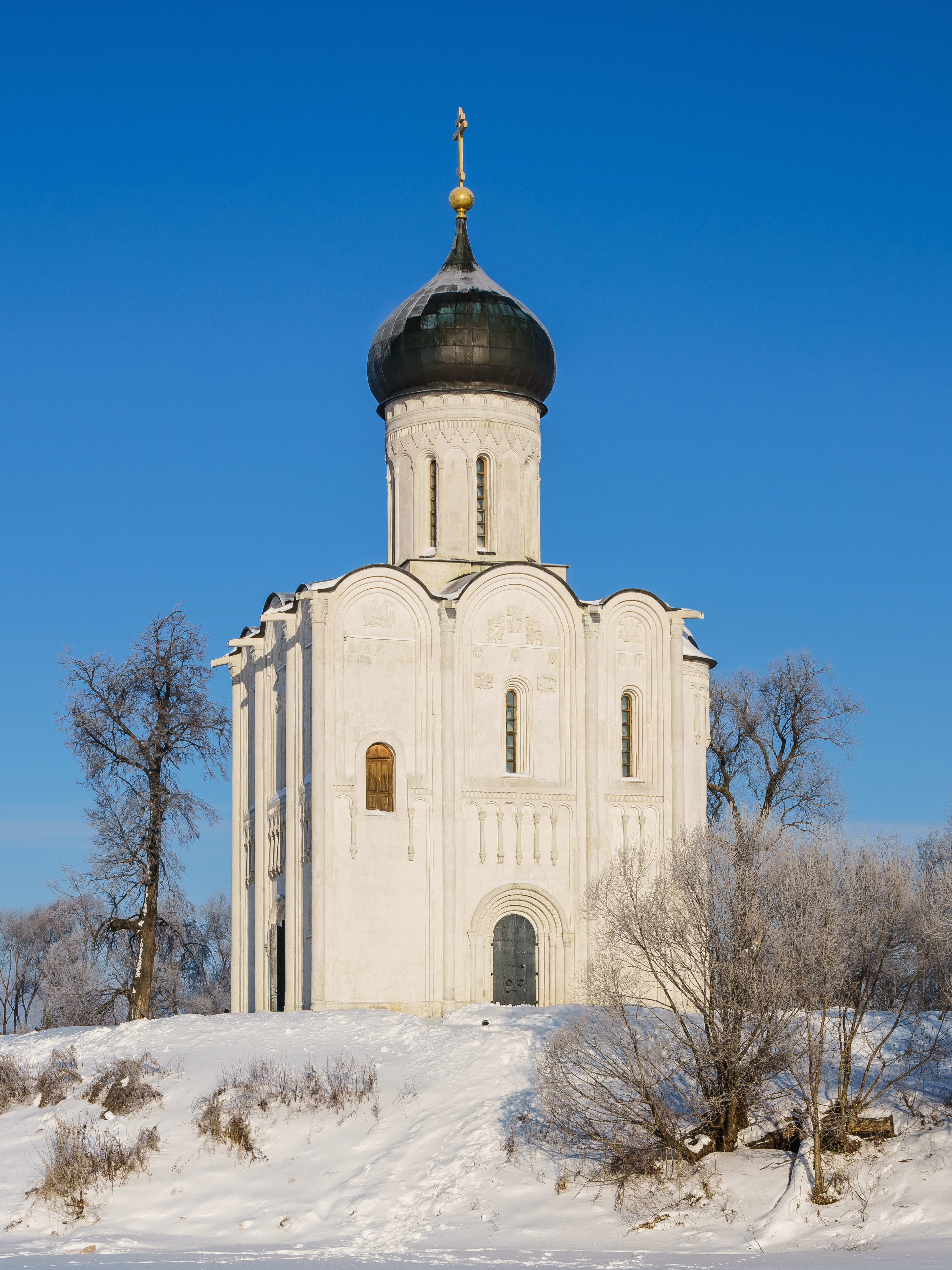
Pokrovkyrkan vid Nerl, 1100-talet), ett framstående minnesmärke över Vladimir-Suzdalsskolan inom byggnadskonsten

### Målarkonsten

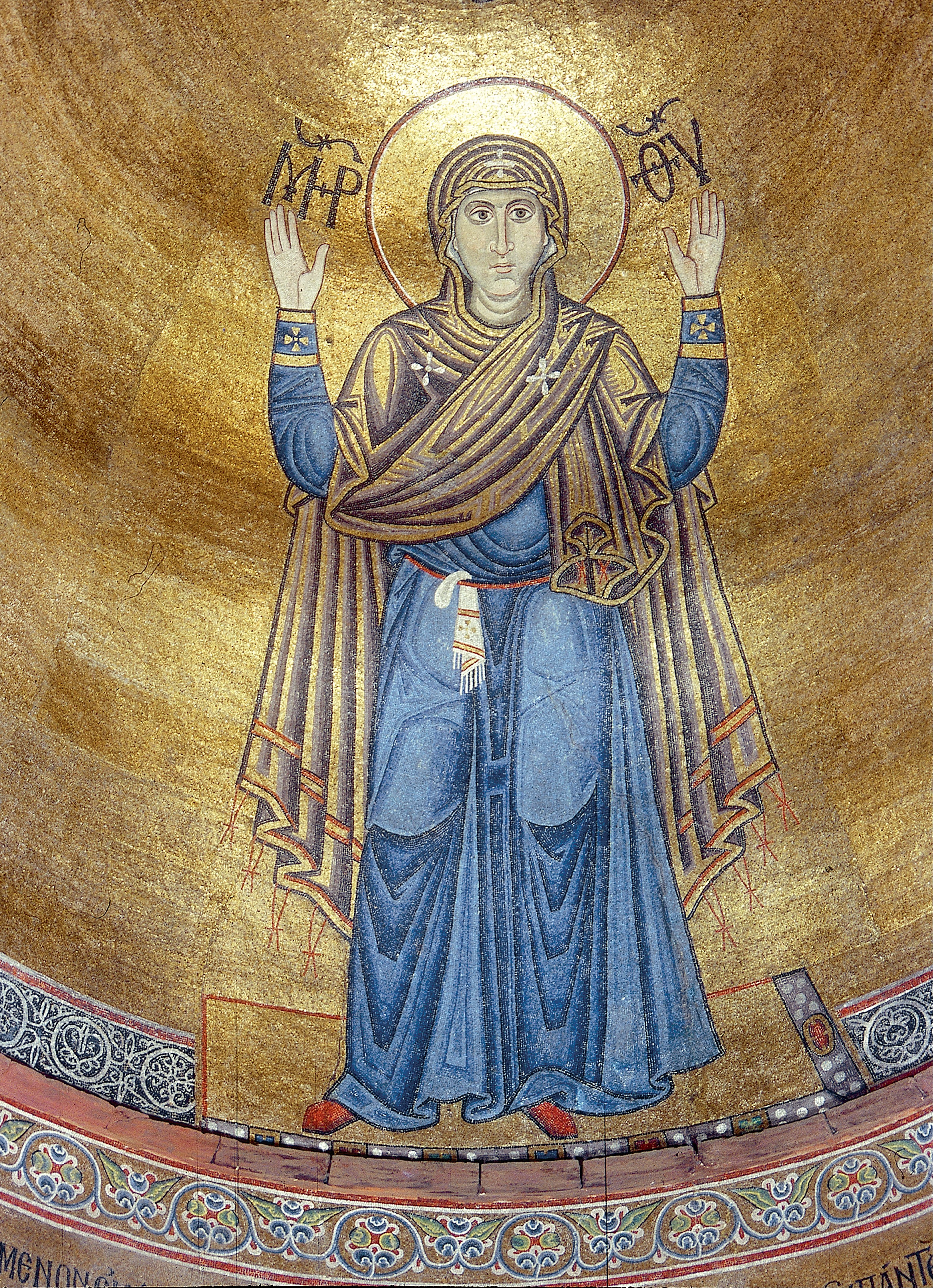
Helgon i orant böneställning. Mosaik i Sofiakatedralen altare, 1000-talet

### Folkloren

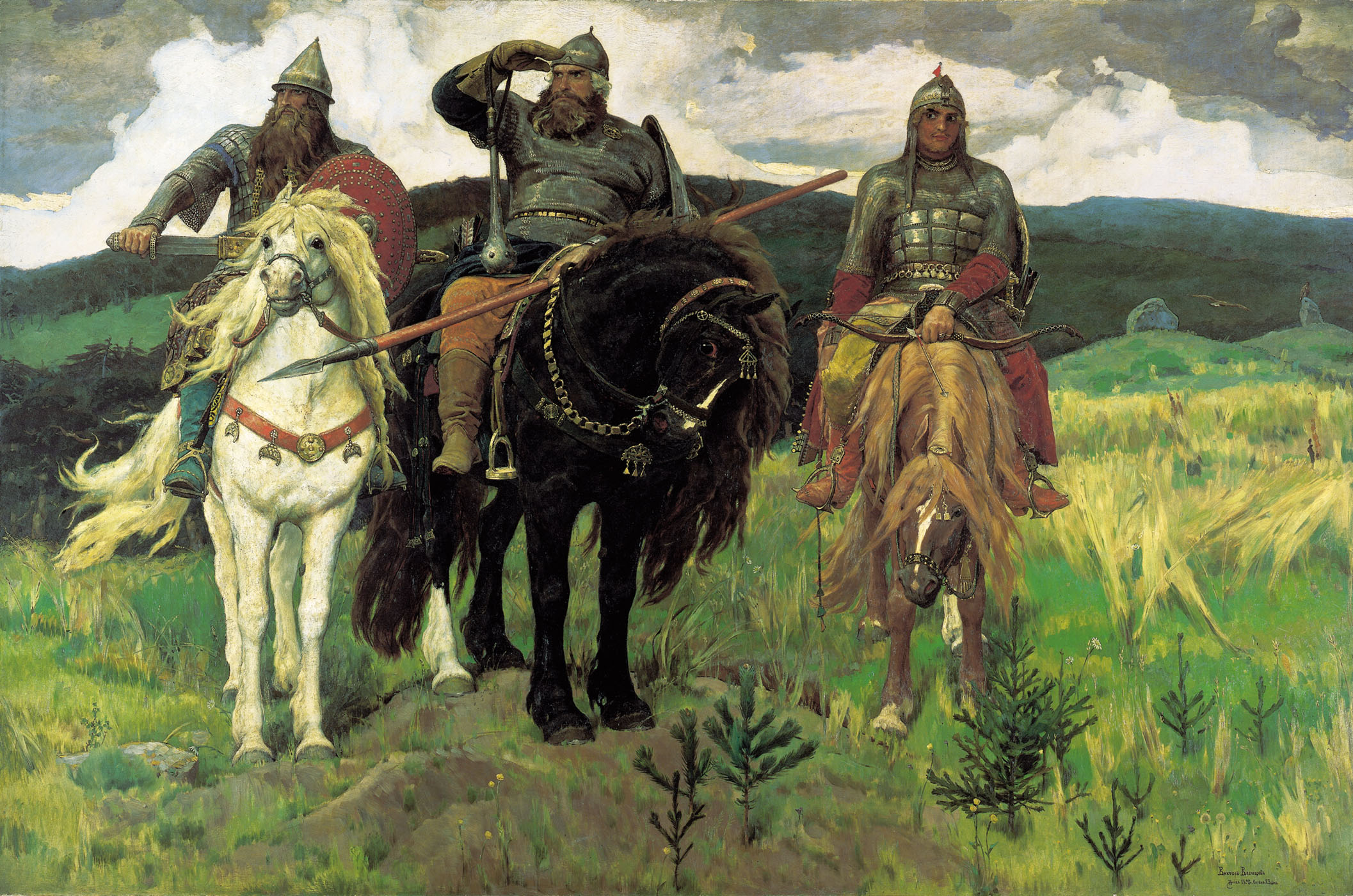
«Jättar». Av Viktor Vasnetsov.

## Den rusiska rätten

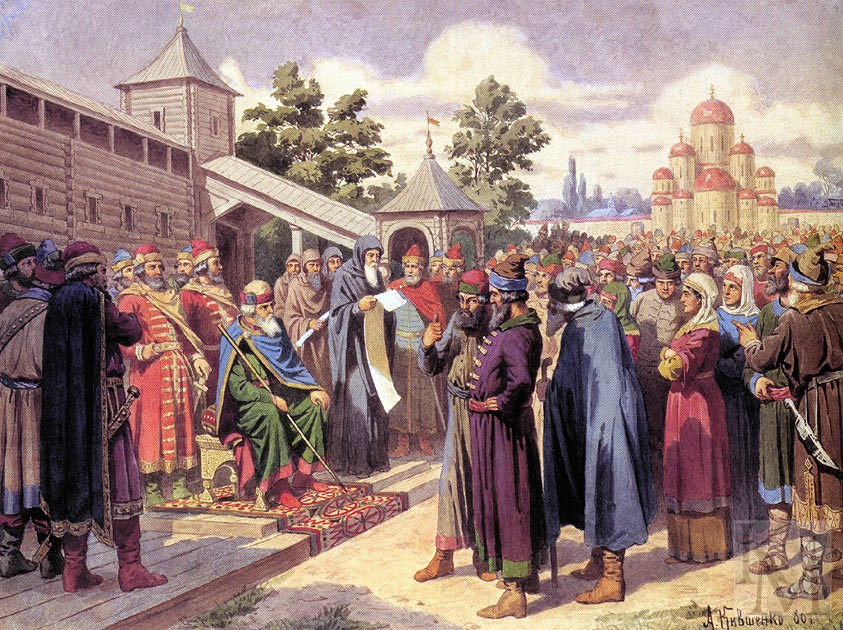
«Uppläsning av Russkaja pravda (den rusiska rätten) för folket i närvaro av storfursten Jaroslav» (av Aleksej Kivsjenko)